# Michael Oevermann
Michael Oevermann (* 28. Oktober 1954) ist ein ehemaliger deutscher Fußballspieler. In der höchsten Spielklasse des DDR-Fußballs, der Oberliga, stand der Torwart für den FC Rot-Weiß Erfurt zwischen den Pfosten.

## Sportliche Laufbahn
Michael Oevermann gehörte dem FC Rot-Weiß Erfurt vom Herbst 1976 bis zum Sommer 1988 an. Zu seinem Oberligadebüt kam er am letzten Hinrundenspieltag 1976/77, als er nach 28 Minuten beim Stand von 1:0 für die Erfurter den am Kopf verletzten Wolfgang Benkert gegen die BSG Wismut Aue ersetzte. In den verbleibenden guten 60 Minuten musste Oevermann während seiner Premiere einmal hinter sich greifen, da Wolfgang Körner kurz vor der Pause der Ausgleich zum 1:1-Endstand im Otto-Grotewohl-Stadion gelang.
Im ersten Jahrzehnt beim Erfurter Fußballclub, zu dem der Finanzkaufmann von der im Sommer 1974 im sächsischen Vogtland angesiedelten Ligavertretung ASG Vorwärts Plauen gekommen war, gab er in aller Regel den Reservetorsteher hinter Benkert. In elf von am Ende dann zwölf Spielzeiten, in denen Oevermann Einsätze im ostdeutschen Oberhaus verzeichnen konnte, bestritt er im RWE-Tor nur 1983/84 mit 14 Partien mehr als die Hälfte der damals pro Saison möglichen 26 Saisonspiele. Insgesamt absolvierte er 76 Oberligabegegnungen. Die letzten zehn dieser Einsätze verzeichnete er an den zehn finalen Spieltagen der Saison 1987/88.
Gemeinsam mit Martin Busse, Josef Vlay und Uwe Becker wechselte er vor der Spielzeit 1988/89 von RW Erfurt in die zweitklassige Liga zur BSG Robotron Sömmerda. Dort zählte er für zweieinhalb Jahre zu den Stammkräften. In der Premierensaison der Amateur-Oberliga im NOFV-Bereich spielte er nach der Wiedervereinigung beim nunmehr unter dem Namen FSV Sömmerda antretende Verein letztmals im höherklassigen Fußball, verließ die Elf aber bereits vor deren Abstieg im Frühjahr 1992. Ab Beginn der Spielzeit 1992/93 fungierte der frühere Erstligatorwart als Spielertrainer beim SV Erfurt-West 90 in der Thüringenliga, bei dem er seit 1992 aktiv gewesen war.